# Dekanat Wrocław północ I (Osobowice)
Dekanat Wrocław Północ I (Osobowice) – jeden z 33 dekanatów w rzymskokatolickiej archidiecezji wrocławskiej.
W skład dekanatu wchodzi 11 parafii:
- Parafia św. Mikołaja w Pęgowie → Pęgów
- Parafia św. Anny → Szewce
- Parafia Podwyższenia Krzyża Świętego → Strzeszów
- Parafia św. Alberta Wielkiego → Wrocław - Sołtysowice
- Parafia św. Anny → Wrocław-Widawa
- Parafia św. Antoniego → Wrocław - Karłowice-Różanka
- Parafia św. Jadwigi →  Wrocław - Świniary
- Parafia Najświętszej Maryi Panny Bolesnej → Wrocław - Karłowice-Różanka
- Parafia Najświętszej Maryi Panny Matki Kościoła → Wrocław-Polanowice
- Parafia Odkupiciela Świata → Wrocław - Karłowice-Różanka
- Parafia św. Teresy od Dzieciątka Jezus → Wrocław - Osobowice-Rędzin